# Enrica Piccoli
Enrica Piccoli (Castelfranco Véneto, 19 de enero de 1999) es una deportista italiana que compite en natación sincronizada.
Ganó seis medallas en el Campeonato Mundial de Natación entre los años 2019 y 2025, y nueve medallas en el Campeonato Europeo de Natación entre los años 2018 y 2025. En los Juegos Europeos de Cracovia 2023 consiguió tres medallas.

## Palmarés internacional
| Campeonato Mundial | Campeonato Mundial      | Campeonato Mundial | Campeonato Mundial |
| Año                | Lugar                   | Medalla            | Prueba             |
| ------------------ | ----------------------- | ------------------ | ------------------ |
| 2019               | Gwangju (Corea del Sur) | Medalla de plata   | Rutina especial    |
| 2022               | Budapest (Hungría)      | Medalla de plata   | Rutina especial    |
| 2022               | Budapest (Hungría)      | Medalla de bronce  | Equipo técnico     |
| 2022               | Budapest (Hungría)      | Medalla de bronce  | Combinación libre  |
| 2023               | Fukuoka (Japón)         | Medalla de plata   | Equipo técnico     |
| 2025               | Singapur (Singapur)     | Medalla de plata   | Dúo libre          |
| Juegos Europeos    |                         |                    |                    |
| Año                | Lugar                   | Medalla            | Prueba             |
| 2023               | Oświęcim (Polonia)      | Medalla de plata   | Equipo técnico     |
| 2023               | Oświęcim (Polonia)      | Medalla de plata   | Equipo libre       |
| 2023               | Oświęcim (Polonia)      | Medalla de bronce  | Rutina acrobática  |
| Campeonato Europeo |                         |                    |                    |
| Año                | Lugar                   | Medalla            | Prueba             |
| 2018               | Glasgow (Reino Unido)   | Medalla de plata   | Combinación libre  |
| 2018               | Glasgow (Reino Unido)   | Medalla de bronce  | Equipo técnico     |
| 2018               | Glasgow (Reino Unido)   | Medalla de bronce  | Equipo libre       |
| 2022               | Roma (Italia)           | Medalla de plata   | Equipo técnico     |
| 2022               | Roma (Italia)           | Medalla de plata   | Equipo libre       |
| 2022               | Roma (Italia)           | Medalla de plata   | Combinación libre  |
| 2022               | Roma (Italia)           | Medalla de plata   | Rutina especial    |
| 2025               | Funchal (Portugal)      | Medalla de oro     | Dúo libre          |
| 2025               | Funchal (Portugal)      | Medalla de plata   | Solo libre         |